# Список серій аніме «Tytania»
Нижче наведено список епізодів японського аніме-серіалу «Tytania».

## Список серій
| № | Назва                                                                            | Дата показу       |
| --- | -------------------------------------------------------------------------------- | ----------------- |
| 1 | Битва при Цербері Keruberosu no tatakai «ケルベロスの戦い»                       | 9 жовтня 2008     |
| Битва при Цербері, в якій Титанія бореться проти Еврії під командуванням відповідно Аріабарта Титанія та Фан Х`юліка. |                                                                                  |                   |
| 2 | Чотири герцоги Ураніборга Keruberosu no tatakai «天の城(ウラニボルグ)の四公爵»   | 16 жовтня 2008    |
| Поки Фан Х`юлік тікає з Еврії, дізнавшись, що він не мав виграти битву при Цербері, кожен з герцогів по-своєму інтерпретує поразку Аріабарта. Титанія починає полювання на Фана. |                                                                                  |                   |
| 3 | Вимоги до героя Eiyū no jōken «英雄の条件»                                       | 23 жовтня 2008    |
| Фан Х'юлік прибуває в Емменталь і потрапляє до рук військ Титанії, які доставляють його до Альсеса Титанія, який пропонує йому посаду в Титанії. Фан приймає пропозицію, але Ліра рятує його з маєтку Альсеса, сподіваючись, що він приєднається до їхнього опору і допоможе перемогти Титанію. |                                                                                  |                   |
| 4 | Рішучість Ліри Rira no kesshin «リラの決心»                                      | 30 жовтня 2008    |
| Ліра намагається спокусити Фана, щоб він приєднався до її опірних сил, але її переривають сили Титанії, які дізналися про місцезнаходження Фана від бабусі Ліри. Ліра відмовляється здаватися і допомагає Фану втекти, де він зустрічає Міранду Кашімір і приєднується до її сил на кораблі під назвою «Чесний старий».                                                                              |                                                                                  |                   |
| 5 | Захоплення і гордість і... Akogare to, hokori to «憧れと, 誇りと»                | 6 листопада 2008  |
| Після битви при Цербері стало очевидно, що Титанія не є такою непереможною, як здавалося раніше, тому чиновники Турандії вирішили повстати. Жуслан прибуває до Турандії, щоб розв'язувати проблему до початку битви, але зазнає невдачі, і після його від'їзду принцеса Турандії гине від кулі. |                                                                                  |                   |
| 6 | Битва в системі Сіракуз Shirakusa Seiiki kaisen «シラクサ星域会戦»               | 13 листопада 2008 |
| Турандія, не маючи союзників, самотужки повстає проти Титанії. Щоб компенсувати свою поразку в битві при Цербері, Аріабарт бере командування і після короткої битви перемагає Турандію. |                                                                                  |                   |
| 7 | Під прапором Блейза Ryūsei no hata no moto ni «流星の旗のもとに)»                | 20 листопада 2008 |
| Група Фана і Міранди відвідує іншу опозиційну силу і спостерігає, як вони захоплюють фортецю Титанії в рамках плану повалення Титанії. |                                                                                  |                   |
| 8 | Дві зустрічі Futatsu no deai «ふたつの出会い»                                    | 27 листопада 2008 |
| Зарліш перемагає сили опору, які захопили фортецю Титанії, і Ельбінг змушений віддати Титанії свої шахти, щоб довести свою лояльність. Принцеса Ельбінга, Лідія, розуміє, що це буде катастрофою для її країни, і замість цього жертвує собою, ставши заручницею Титанії. |                                                                                  |                   |
| 9 | Маленький вітерець Chiisana kaze «小さな風»                                      | 4 грудня 2008     |
| Лідія вирушає в пригоду навколо маєтку Титанії, щоб поговорити з Аджманом Титанія про те, що вона стане заручницею, щоб довести лояльність Елбінга, але в кінці кінців Жуслан передає повідомлення. |                                                                                  |                   |
| 10 | Падіння Еврії Euriya hōkai «エウリヤ崩壊»                                        | 11 грудня 2008    |
| Еврія терпить крах після спроби повстання, а Ліра викрадена Альсесом Титанією після зради одного з її товаришів, щоб виманити Фана і захопити його. |                                                                                  |                   |
| 11 | Рішучість Х'юліка Hyūrikku no ketsui «ヒューリックの決意»                        | 18 грудня 2008    |
| Дізнавшись про захоплення Ліри, Фан готується до її порятунку. |                                                                                  |                   |
| 12 | Проникнення в Емменталь Ēmentāru sennyū «エーメンタール潜入»                     | 25 грудня 2008    |
| Фан Хюлік вирушає до маєтку Альсеса Титанія, щоб врятувати Ліру Флоренц, але Альсес заважає йому виконати свою місію. Щоб Фан зміг втекти, Ліра нападає на Альсеса, але гине в процесі. |                                                                                  |                   |
| 13 | Кінець та початок Owari to hajimari «終わりと始まり»                             | 8 січня 2009      |
| Алсес намагається втекти з Емменталя, але перш ніж він досягає безпеки флоту Ідріса, Фан Х'юлік атакує його корабель, вбиваючи Алсеса. |                                                                                  |                   |
| 14 | Повстання в Рютехі Ryutehhi no dōran «リュテッヒの動乱»                          | 15 січня 2009     |
| Маркіз Естрадес Титанія спробував здійснити державний переворот на Вардхані, але його спроба була придушена, а сам він був випадково вбитий своїм сином. Фан Х'юлік, ворог Титанії, сховався на планеті Касабіанка. |                                                                                  |                   |
| 15 | Як зерно пшениці Hito tsubu no mugi no gotoku «一粒の麦のごとく»                 | 22 січня 2009     |
| Титанія йде по п'ятах за Фан Х'юліком і зуміла вистежити його на планеті Касабіанка, але він зумів уникнути полону за допомогою Каран, її дядька і тітки та успішно втік з Касабіанки. |                                                                                  |                   |
| 16 | Неминуча контратака Hangeki no noroshi «反撃の烽火»                              | 29 січня 2009     |
| Фан Х'юлік приєднався до екіпажу «Чесного старого» на планеті Естал і вигадав план, як отримати 2 500 000 нагороду за його голову, щоб зібрати кошти для свого плану проти Титанії. |                                                                                  |                   |
| 17 | Переоцінений викуп Takasugita minoshirokin «高すぎた身代金)»                     | 12 лютого 2009    |
| План Фана щодо порятунку екіпажу провалився, і його знову захопила влада Естала. Міранда змогла помститися Кайлу, капітану, який забрав голос її чоловіка. |                                                                                  |                   |
| 18 | Супутник в'язниця Хронос Kangoku eisei Kuronosu «監獄衛星クロノス)»              | 19 лютого 2009    |
| Відмовившись видати Фан Х'юліка лорду Зарлішу без офіційного запиту про екстрадицію від лорда клану, президент Естала Елберт Канак відправив Фана до тюремного супутника «Хронос». Екіпаж розробив план визволення Фана з в'язниці, оскільки Зарліш використовує силу, щоб змусити уряд Естала видати Фана.                                                                                          |                                                                                  |                   |
| 19 | Справа Радмоза Radomōzu jiken «ラドモーズ事件»                                   | 5 березня 2009    |
| Після призначення новим міністром війни лорд Ідріс призначив свого молодшого брата, барона Радморза Титанію, новим командувачем Імперської гвардії. Радморз напав на Лідію і образив батька Баламі, що спонукало Баламі вдарити його. Призначення Радморза було скасовано, а Баламі був звільнений з поточної посади і відправлений на планету Луттіч.                                               |                                                                                  |                   |
| 20 | Напад на Хронос Kuronosu kyōshū «クロノス強襲»                                   | 5 березня 2009    |
| Екіпаж інсценував смерть Фана Х'юліка і влаштував бунт на «Хроносі», щоб його врятувати. Дізнавшись про смерть Фана, лорд Зарліш розпочав атаку на Естал. |                                                                                  |                   |
| 21 | Випадкова зустріч на Естарі Esutāru no kaikō «エスタールの邂逅»                  | 12 березня 2009   |
| У спробі завадити лорду Жуслану виконати місію з вилучення тіла Фана з Есталя, лорд Ідріс намагався вбити Баламі, але зазнав невдачі. Коли блокада Есталя була знята, "Чесний Старий" спробував втекти, але його заблокував флот Жуслана і переслідував флот Есталя. Лорд Жуслан дозволив "Чесному Старому" втекти.                                                                                  |                                                                                  |                   |
| 22 | Прелюдія до амбіції Yabō no pureryūdo «野望のプレリュード»                       | 12 березня 2009   |
| Після втечі Фана лорд не покарав лорда Жуслана та лорда Ідріса, згадуючи про його мотивацію та амбіції колись стати лордом. |                                                                                  |                   |
| 23 | Пустельний пацюк Sabaku no nezumi «砂漠の鼠»                                     | 19 березня 2009   |
| Фан і «Чесний Старий» втікають на віддалену планету Валгасю, а лорд Зарліш йде по їхніх слідах. Допоміжний корабель вистежує їх у пустелі, де Фан зустрічається з силами, що борються проти Титанії. Корабель робить спробу захопити Фана, але вона закінчується невдачею, і він вступає в бій з «Чесним Старим».                                                                                    |                                                                                  |                   |
| 24 | Чесний старий Onesuto ōrudo man «オネストオールドマン»                           | 19 березня 2009   |
| Доктор Лі прибув, щоб знищити корабель Титанії, але «Чесний старий» був пошкоджений у бою і змушений був здійснити аварійну посадку. Флот лорда Зарліша прибув і проігнорував протести Валгасю, зосередившись виключно на переслідуванні Фана. Тим часом флот лорда Жуслана поспішив до Валгасю. |                                                                                  |                   |
| 25 | Складний бій на гарячих пісках Nessa no gekitō" «熱砂の激闘»                     | 26 березня 2009   |
| Прохання армії Валгасю до лорда Зарліша покинути планету було проігноровано, і обидві сторони вступили в бій. Фан використовує гармати розбитого корабля «Чесний старий» для обстрілу «Тайфуну» (флагманського корабля Зарліша) і йому вдається підбити його, що дозволяє армії Валгасю взяти верх у битві. Зарліш продовжує переслідувати Фана в печерах, і двоє чоловіків стикаються один з одним. |                                                                                  |                   |
| 26 | Кінець Пісні спокою душ (Реквієм) Shūmaku no rekuiemu «終幕の鎮魂歌(レクイエム)» | 26 березня 2009   |
| Лорд Зарліш був убитий у печері, а лорд Жуслан забрав його тіло у повстанців. Йому влаштували пишні похорони. |                                                                                  |                   |